# Rhamma commodus
Rhamma commodus is een vlinder uit de familie van de Lycaenidae. De wetenschappelijke naam van de soort werd als Thecla commodus in 1865 gepubliceerd door Felder & Felder.

## Synoniemen
- Paralustrus orosiensis Johnson, 1992
- Paralustrus salazari Le Crom & Johnson, 1993